# Прапор Двірківщини

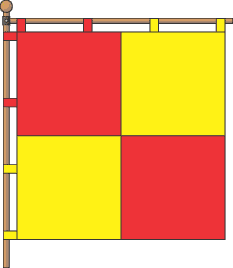
Прапор Двірківщини

Прапор Двірківщини — символ наслених пунктів Яготинської міської громади Бориспільського району Київської області (Україна): сіл Двірківщини, Воронівщини, Кайнар і селища Черняхівки. Прапор затверджений 22 квітня 2002 сесією сільської ради (автор - О. Желіба).

## Опис
Квадратне полотнище (співвідношення 1:1) поділене горизонтальною й вертикальною лінією на чвертьполя червоного (перше та четверте) та жовтого (друге та третє) кольору. Корогва має вертикальне та горизонтальне кріплення.

## Трактування
Прапор відтворює поділ герба.